# نوريو ناغاياما
نوريو ناغاياما (باليابانية: 永山則夫) (27 يونيو 1949، أباشيري في اليابان - 1 أغسطس 1997، طوكيو في اليابان)؛ قاتل متسلسل، كاتب وروائي ياباني.